# 2017 au Nunavut
Chronologie du Nunavut
- 2013
- 2014
- 2015
- 2016
- 2017
- 2018
- 2019
- 2020
- 2021

Cette page concerne des événements d'actualité qui se sont produits durant l'année 2017 dans la province canadienne du Nunavut.

## Politique
- Premier ministre : Peter Taptuna puis Paul Quassa
- Commissaire : Nellie Kusugak
- Législature : 4e (en) puis 5e (en)

## Événements
- 30 octobre : 5e élection générale nunavoise.